# Bożnowice
Bożnowice est une localité polonaise de la gmina de Ziębice, située dans le powiat de Ząbkowice Śląskie en voïvodie de Basse-Silésie.

## Histoire
De 1742 à 1932, Berzdorf fait partie de l'arrondissement de Münsterberg dans le district de Breslau au sein de la province de Silésie.